# 耶書崙猶太會堂

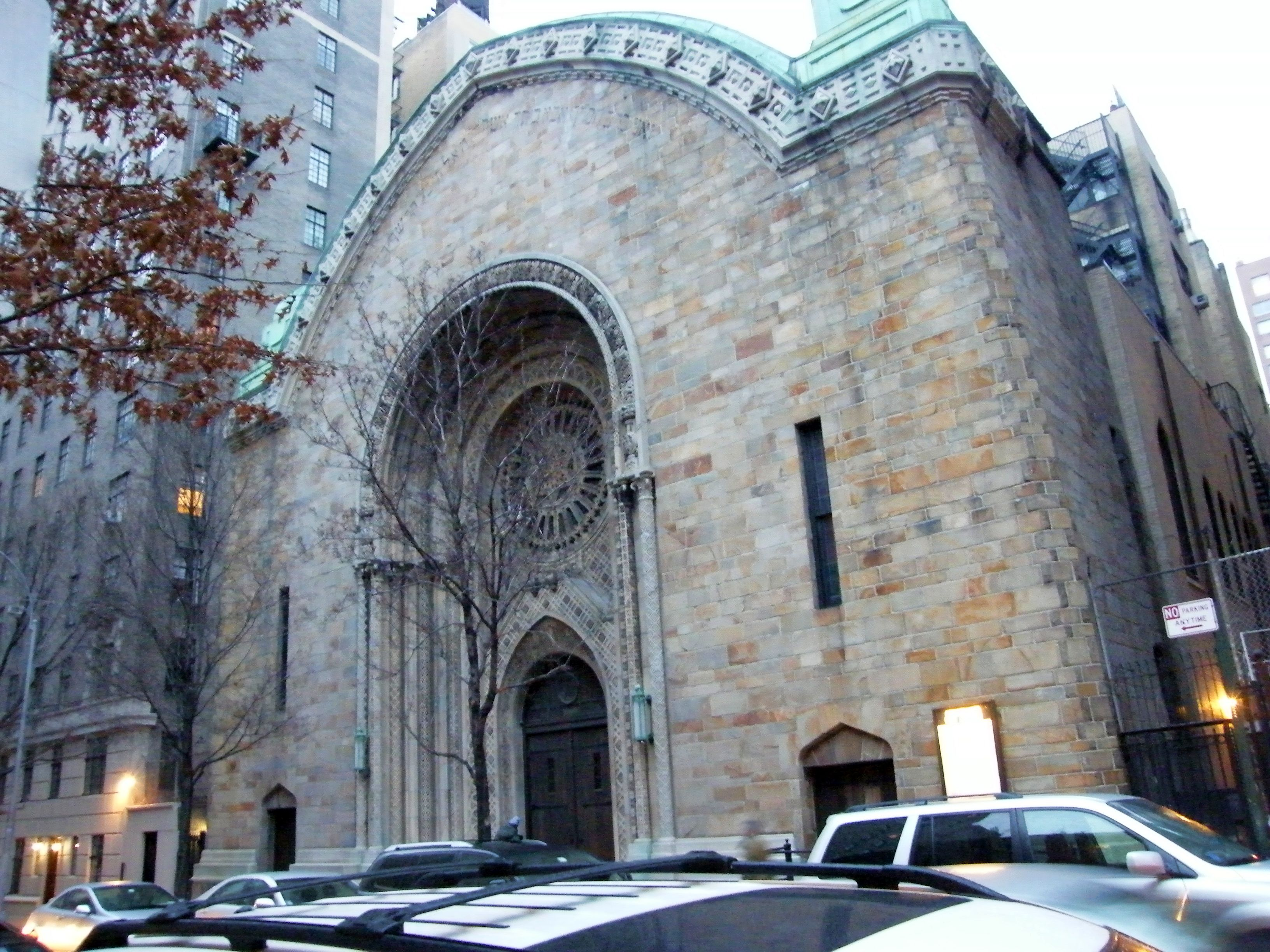

耶書崙猶太會堂（B'nai Jeshurun）是美國紐約市的一座猶太會堂。這座猶太會堂位於曼哈頓上西城。這座猶太會堂設立於1825年，是紐約市的第二座猶太會堂，也是美國第三古老的阿什肯納茲猶太人會堂。

## 外部連結
- B'nai Jeshurun website （页面存档备份，存于）